# 南半球極光雷達實驗

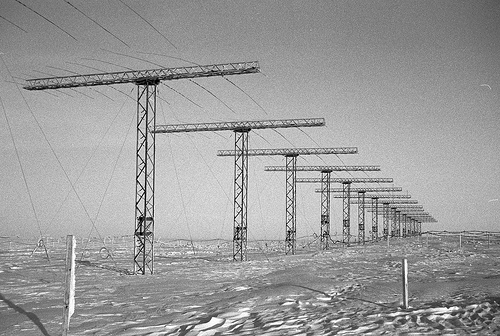
SHARE天線列陣

南半球極光雷達實驗（Southern Hemisphere Auroral Radar Experiment，簡稱SHARE）是項南極研究計畫設計去觀察電離層和磁層中電場的速度及不規則性。計畫開始於1988年，南半球極光雷達實驗是由納塔爾大學、波切夫斯特魯姆大學、英國南極調查局和約翰·霍普金斯大學共同運作，實驗及儀器運作部分由哈雷研究站、南非薩納站和日本昭和站共同維護。 
總計使用16根天線，每台天線都安裝在12m的塔架上，並以8-20 MHz的固定頻率輻射，SHARE每兩分鐘將RF脈衝發送至高層大氣。這三個台站的範圍重疊，覆蓋了南極洲的大部分地區。
SHARE是超級雙重極光雷達網絡 (Super Dual Auroral Radar Network，簡稱SuperDARN)雷達點一部分。可提供資料追蹤太空天氣。 